# Surinam na Letnich Igrzyskach Olimpijskich 1960
Surinam na Letnich Igrzyskach Olimpijskich 1960 reprezentował jeden zawodnik. Był to pierwszy start reprezentacji Surinamu na letnich igrzyskach olimpijskich.
Pierwszym surinamskim olimpijczykiem był Wim Esajas, który jednak nie wystąpił w  swojej konkurencji. Powiedziano mu, że eliminacje biegu na 800 metrów zostały przełożone na popołudnie, więc rano postanowił odpoczywać. Po przyjściu na stadion okazało się, że etap eliminacyjny się zakończył, więc nie mógł uczestniczyć. Przez wiele lat zarzucano mu zaspanie na swoje zawody, czego się wypierał. Dopiero w 2005 roku, dwa tygodnie przed jego śmiercią, Surinamski Komitet Olimpijski przekazał mu list z przeprosinami, wyjaśniając nieporozumienie pomyłką Freda Glansa, ówczesnego Sekretarza Generalnego Surinamskiego Komitetu Olimpijskiego, który błędnie poinformował o przełożeniu eliminacji.

## Skład kadry

### Lekkoatletyka
Mężczyźni
- Wim Esajas - 800 metrów - nie wystartował